# Thornbergska huset

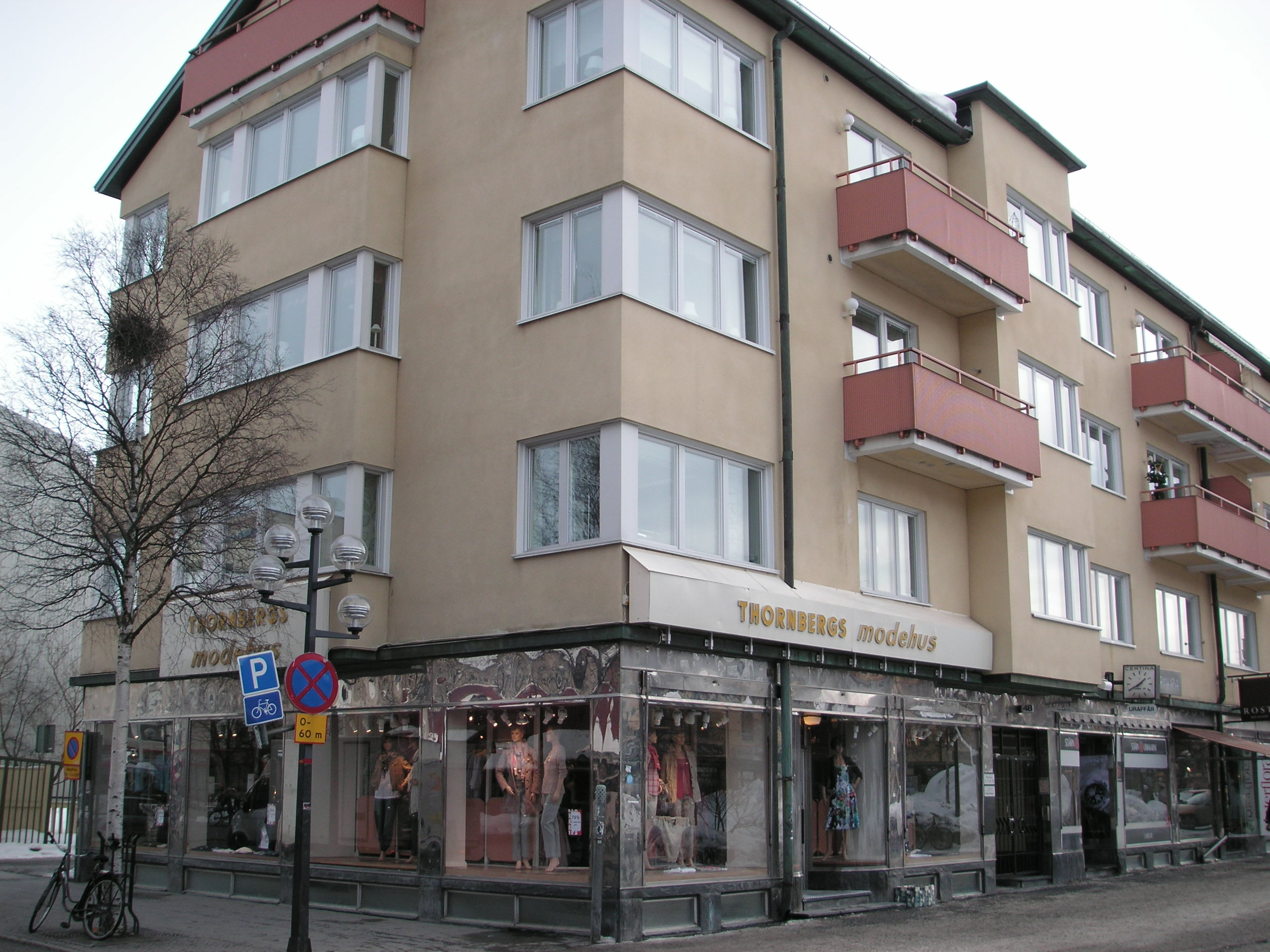
Thornbergska huset, 2 mars 2011

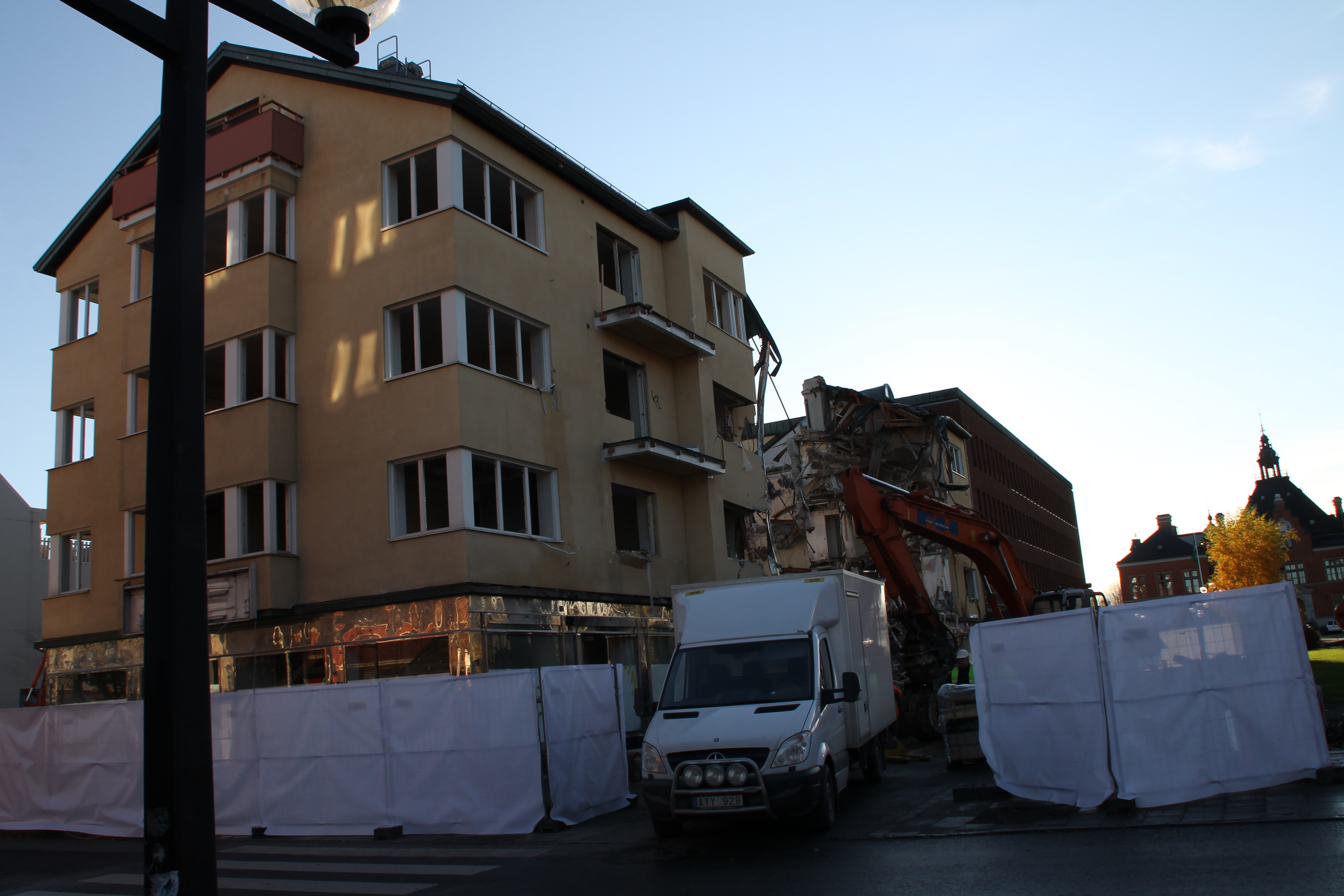
Thornberska huset, 31 oktober 2011

Thornbergska huset, inledningsvis kallat Cityhuset, var en byggnad i korsningen Skolgatan-Rådhusesplanaden i centrala Umeå som revs 2011. Huset uppfördes 1938 som ett av Umeå sista i funkisstil. Arkitekt var Denis Sundberg.
Påtryckningar om att stämpla Thornbergska som ett byggnadsminne låg till bords, men såväl Länsstyrelsen som Riksantikvarieämbetet bestred detta.
Rivningen påbörjades i månadsskiftet oktober–november 2011 och var en del i ombyggnaden av gallerian Kungspassagen till köpcentret Utopia.